# Auerodendron glaucescens
Auerodendron glaucescens är en brakvedsväxtart som beskrevs av Ignatz Urban. Auerodendron glaucescens ingår i släktet Auerodendron och familjen brakvedsväxter. Inga underarter finns listade i Catalogue of Life.